# Limnophora purgata
Limnophora purgata är en tvåvingeart som beskrevs av Xue 1992. Limnophora purgata ingår i släktet Limnophora och familjen husflugor.
Artens utbredningsområde är Liaoning (Kina). Inga underarter finns listade i Catalogue of Life.